# Adenia metriosiphon
Adenia metriosiphon är en passionsblomsväxtart som beskrevs av De Wilde. Adenia metriosiphon ingår i släktet Adenia och familjen passionsblomsväxter. Inga underarter finns listade i Catalogue of Life.